# 마쓰다 MX-3

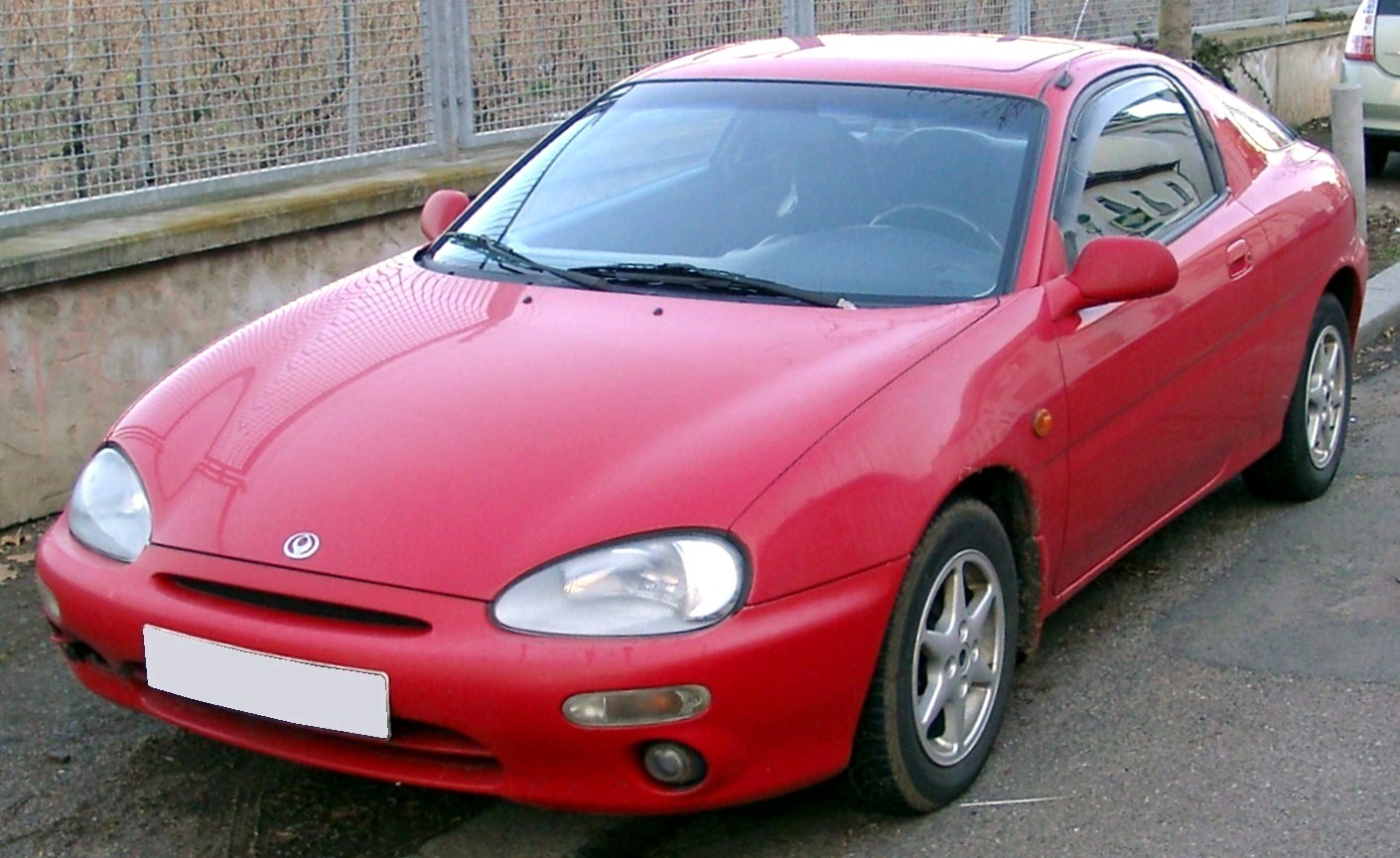
마쓰다 MX-3 정측면

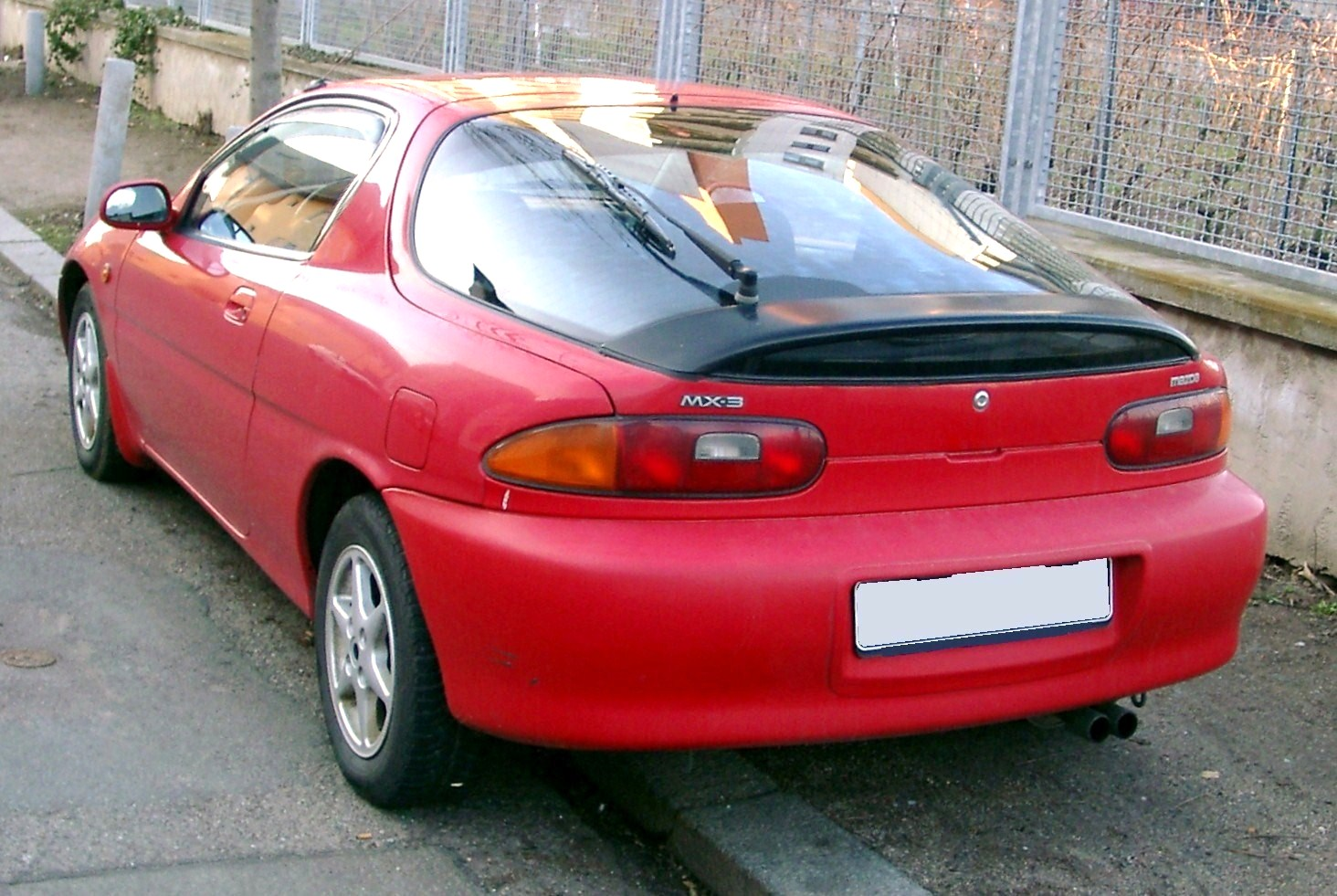
마쓰다 MX-3 후측면

마쓰다 MX-3(Mazda MX-3)는 마쓰다 자동차에서 만든 해치백 형태의 쿠페이다. 1991년 3월에 개최된 제네바 모터쇼에서 처음 선보였고, 일본에서는 같은 해 6월에 유노스 브랜드를 통하여 프레소라는 차명으로 판매가 시작되었다. 당초에는 적은 배기량임에도 V형 6기통 1.8L K8-ZE 엔진이 적용된 점과 선진적인 디자인은 화제와 인기를 누렸다. 리어 윈도우는 측면까지 곡면으로 감싼 형태를 취하였다. 발표 당시의 트림 구성은 Hi-X, Fi-X, Fi-X SV 등 3가지였다. 1993년 9월에는 직렬 4기통 1.5L B5-ZE 엔진이 추가되었고. 1996년 4월에는 운전석 에어백이 기본 적용되었다. 아울러 유노스 브랜드 폐지로 인하여 유노스 딜러 대신 마쓰다 앙피니 딜러에서 판매되는 것으로 이관되었으나, 차명은 유노스 프레소를 유지하였다. 1998년 6월에 후속 차종 없이 단종되었다.

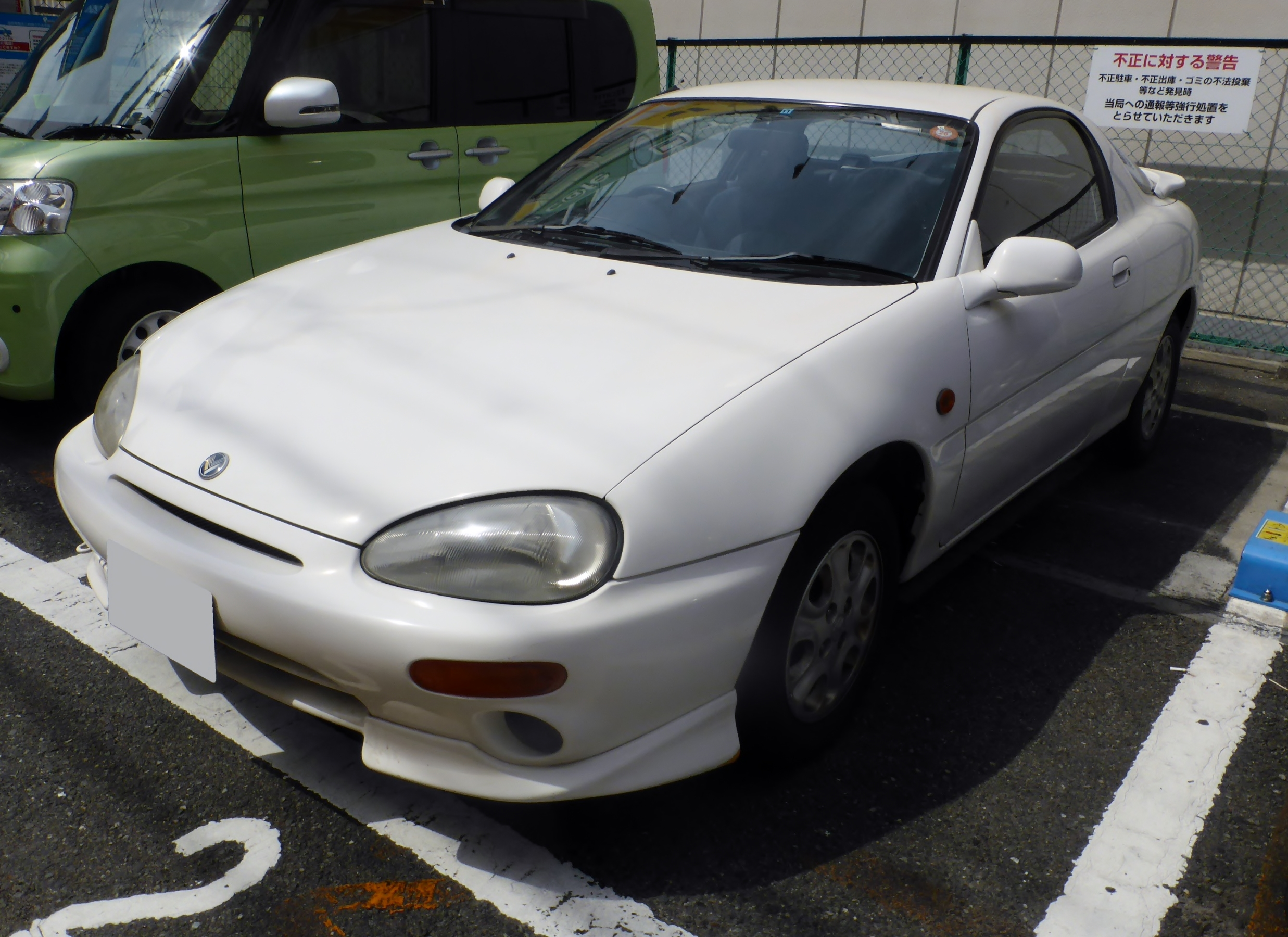
유노스 프레소 정측면
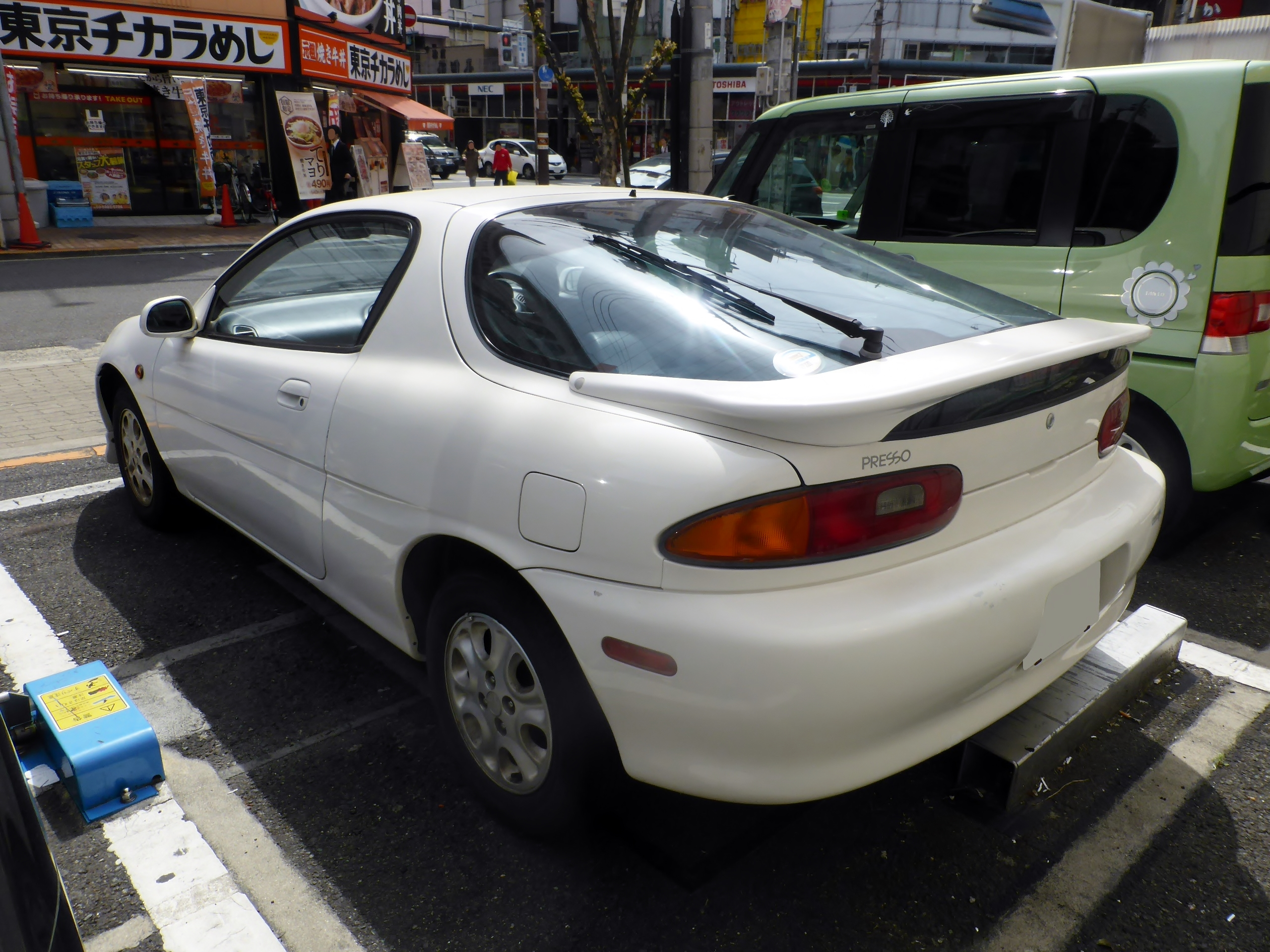
유노스 프레소 후측면